# Génesis Reascos
Génesis Rosángela Reascos Valdéz (ur. 18 lipca 1998) – ekwadorska zapaśniczka walcząca w stylu wolnym. Olimpijka z Paryża 2024, gdzie zajęła piąte miejsce w kategorii do 76 kg. Piąta na mistrzostwach świata w 2022 roku. 
Brązowa medalistka igrzysk panamerykańskich w 2023. Zdobyła sześć medali mistrzostw panamerykańskich w latach 2019 - 2025. Wygrała igrzyska Ameryki Południowej w 2022. Wicemistrzyni igrzysk boliwaryjskich w 2022. Mistrzyni panamerykańska juniorów w 2016 roku.